# زیروکی
موتور مختار ریگی روستایی از توابع بخش مرکزی شهرستان تفتان در |استان سیستان بلوچستان]] ایران است.

## جمعیت
این روستا در دهستان گوهرکوه قرار دارد و براساس سرشماری مرکز آمار ایران در سال ۱۳۸۵، جمعیت آن ۵۶ نفر (۱۴خانوار) بوده‌است.